# Rongyos Gárda

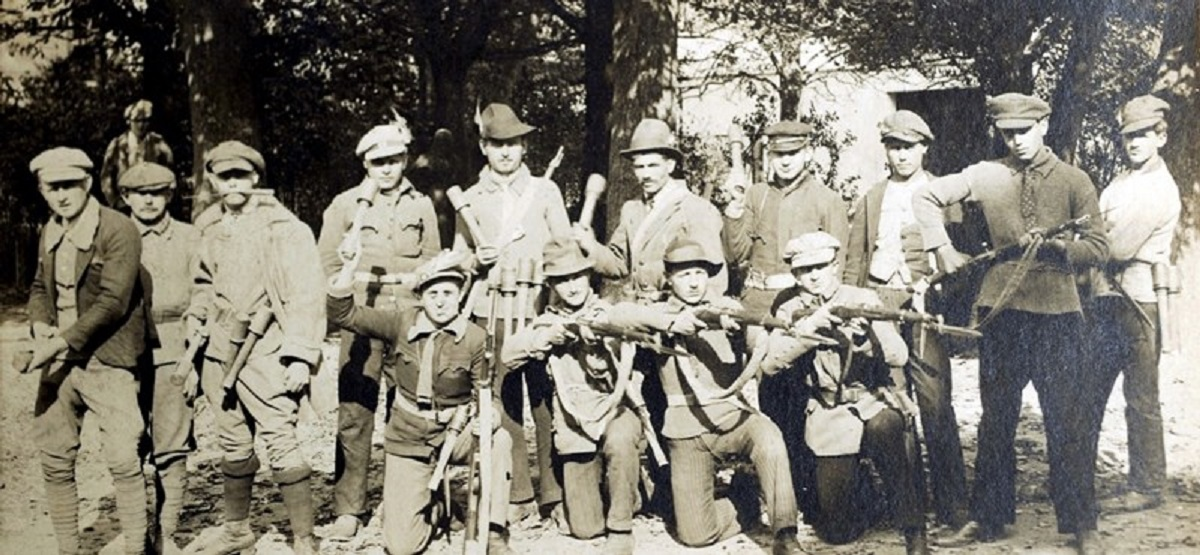
Otrhany v Burgenlandu

Rongyos Gárda (maďarsky doslova otrhaná garda / roztrhaná garda / garda otrhanců; ze začátku Szegedi Garda – doslova Segedínská garda), na Slovensku známá také jako Horthyovská garda [zdroj?], byla maďarská polovojenská organizace založená v roce 1919 a aktivní v roce 1921, reaktivována koncem roku 1938. Segedínskou gardu založila skupina elitních maďarských důstojníků s vědomím Miklóse Horthyho ve městě Segedín.

## Vznik
Vznikla jako odpověď maďarského regentství na výsledek versailleských smluv podepsaných v roce 1920 o změně hranic po první světové válce. Jmenovitě šlo o hranici s Rakouskem, krajem Burgenland podle Saintgermainské mírové smlouvy. Úkolem Rongyos Gard bylo dělat nátlak na obyvatelstvo nejen v Šoproni, ale i v Zakarpatsku a jižních pohraničních obcích, aby hlasovalo v plebiscitu za připojení k maďarskému regentství.

## Působení

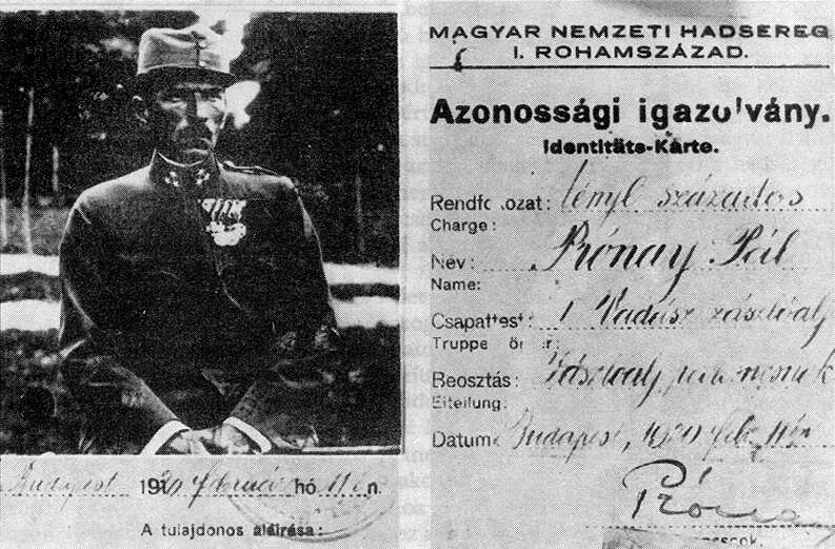
Pál Prónay - identifikační karta

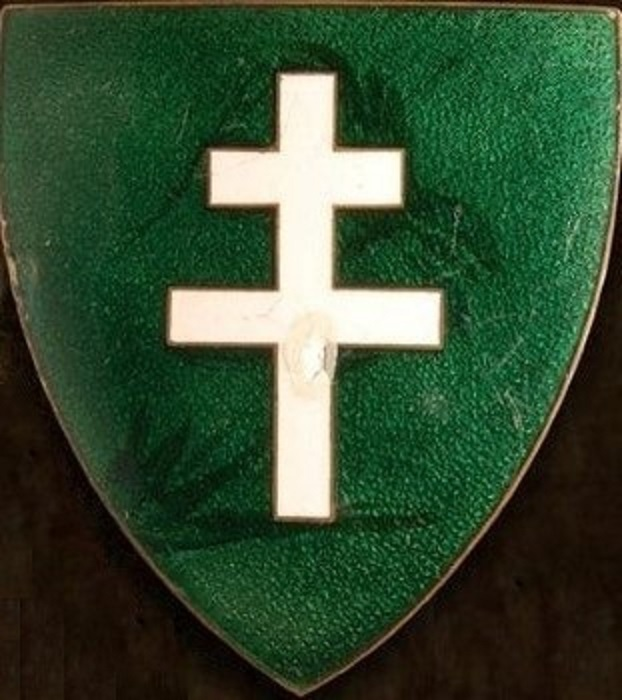
Odznak otrhané gardy

V srpnu 1921 se srazily oddíly Rongyos gardy s rakouskými oddíly pravidelné policie. Rongyos gardě velel Pál Prónay.
Maďaři chtěli vyhlásit za pomoci těchto gard "Litavský Banát" (maď. Lajtabánság), s hlavním městem Šoproň na území celého původního Burgenlandu přiznaného Rakousku. Při ozbrojené srážce došlo k patové situaci. Proto byla zahájena "benátská jednání".
Ta rozhodla o plebiscitu o městě Sopron, který skončil kladně pro maďarské regentství i z důvodu ozbrojeného nátlaku Rongyos Gardy. Následně "Rada vyslanců" v Benátkách v roce 1922 přerušila plebiscit a jakékoli další vyjednávání.
Rongyos garda byla také nasazena jako dobrovolnické bojové jednotky při obsazování východního a jižního Slovenska jako doplněk armády maďarského státu, který podnikal útoky na státní území ČSR v jižních oblastech podél hranice s maďarským územím, v Košicích a okolí v roce 1919–21. Rongyos Garda vyzbrojená lehkými střelnými zbraněmi spolu s maďarskou armádou napadala civilní obyvatelstvo a plenila. Tato maďarská útočná formace byla nakonec zatlačena za jižní hranici nasazenými bojovými jednotkami československé armády sestávající i z legionářů z Československých legií.
Rongyos Garda byla oficiálně registrována Horthyho vládou jako nevládní nepravidelné dobrovolnické vojsko, ale reálně byla používána jako doplněk k pravidelným ozbrojeným jednotkám. Zásahem československé armády byly Rongyos Garda a Segedínská Garda elitních důstojníků spolu s pravidelnou maďarskou armádou poraženy, lze říci rozprášeny.
V roce 1938 byla Rongyos Garda opět reaktivována a použita pro navrácení ustanovení První vídeňské arbitráže a byla poslána opět na jižní Slovensko a Zakarpatskou Ukrajinu, aby fyzicky potlačovala slovenské a rusínské obyvatelstvo a obsadila území přiznané Vídeňskou arbitráží. Rongyos Garda vyvíjela škodlivou činnost až do rozpadu Československa a nerespektovala dohodnutou demarkační linii po Vídeňské arbitráži. Tyto akce měly vyvolat dojem, že obyvatelstvo Zakarpatské Ukrajiny se bouří proti československé vládě.
Kromě této paravojenské organizace byly založeny ještě v roce 1938 tzv. Jednotky "Szabadcsapatok" se stejným posláním jako Rongyos Garda, podle vzoru sudetoněmeckého "Freikorpsu". Používali je paralelně na tytéž akce s důrazem na diverzní činnost na území Zakarpatské Ukrajiny a východního Slovenska.

## Konec činnosti
Rongyos Garda a Szabadcsapatok byly aktivní na území Slovenska až do momentu prohlášení 1. Slovenské republiky a Protektorátu Čechy a Morava. Na anektováném území působily až do roku 1944. Během své diverzní činnosti zasahovaly na území cizích států (ČSR, Polsko, Rakousko, Slovenský stát, Rumunsko), aby tam záškodnickou činností šířily chaos a podnikaly z pohraničí výpady na území jiných států. Jejich činnost s výjimkou bojového nasazení v Šoproni neměla pro Maďarsko kladný politický efekt. Škody, které způsobily civilnímu obyvatelstvu, nebyly dosud vyčísleny ani uplatněny před soudy jako reparace.
V roce 1960 dala zveřejnit komunistická vláda citáty z deníku Pála Prónayho – velitele gardy. Jeho obsah měl za následek rozšíření názoru, že maďarské gardy byly ve skutečnosti teroristická armáda zaměřena na plenění území, které chtěla anektovat. Proto se obvykle považuje akt použití Rongyos Gardy za státní terorismus, kterému dala rodný list právě vláda Horthyho regentství.
Deník P. Prónayho byl kompletně publikován až v roce 1989.